# Chamula reliqua
Chamula reliqua là một loài tò vò trong họ Ichneumonidae.